# Lista de países da África por Índice de Desenvolvimento Humano

IDH dos países da África em 2019(com base no relatório do PNUD de 2020).
0.800–0.849
0.750–0.799
0.700–0.749
0.650–0.699
0.600–0.649
0.550–0.599
0.500–0.549
0.450–0.499
0.400–0.449
0.350–0.399
Sem informação

Esta é uma lista de países da África ordenada por Índice de Desenvolvimento Humano (IDH) como incluída no Relatório de Desenvolvimento Humano de 2020 do Programa das Nações Unidas para o Desenvolvimento (PNUD), da Organização das Nações Unidas (ONU), compilado com base em dados de 2019 e publicada no dia 15 de dezembro de 2020. Cobre 53 países da África (de 55). Apenas a Somália, além do Saara Ocidental (território controlado pelo Marrocos), não é incluída devido à falta de dados.

## Lista completa dos países
- = aumento;
- = estável;
- = perda;
- Os valores similares do IDH na lista atual não conduzem a relações classificatórias, já que a classificação do IDH é realmente determinada usando valores do IDH ao sexto ponto decimal.
- A revisão do índice foi divulgada em 15 de dezembro de 2020, com dados referentes ao ano de 2019 (dois mil e dezenove)

| Ranking                           | País                              | IDH                                      | IDH                                           |
| Ranking                           | País                              | Estimativas de 2019 (publicadas em 2020) | Mudança em relação ao ranking do ano anterior |
| Desenvolvimento humano muito alto | Desenvolvimento humano muito alto | Desenvolvimento humano muito alto        | Desenvolvimento humano muito alto             |
| --------------------------------- | --------------------------------- | ---------------------------------------- | --------------------------------------------- |
| 1                                 | Ilhas Maurícias                   | 0,804                                    | 0,008                                         |
| Desenvolvimento humano alto       |                                   |                                          |                                               |
| 2                                 | Seicheles                         | 0,796                                    | 0,005                                         |
| 3                                 | Argélia                           | 0,748                                    | 0,011                                         |
| 4                                 | Tunísia                           | 0,740                                    | 0,001                                         |
| 5                                 | Botswana                          | 0,735                                    | 0,007                                         |
| 6                                 | Líbia                             | 0,724                                    | 0,016                                         |
| 7                                 | África do Sul                     | 0,709                                    | 0,004                                         |
| 8                                 | Egito                             | 0,707                                    | 0,007                                         |
| 9                                 | Gabão                             | 0,703                                    | 0,001                                         |
| Desenvolvimento humano médio      |                                   |                                          |                                               |
| 10                                | Marrocos                          | 0,686                                    | 0,010                                         |
| 11                                | Cabo Verde                        | 0,665                                    | 0,014                                         |
| 12                                | Namíbia                           | 0,646                                    | 0,001                                         |
| 13                                | São Tomé e Príncipe               | 0,625                                    | 0,016                                         |
| 14                                | Essuatíni                         | 0,611                                    | 0,003                                         |
| 14                                | Gana                              | 0,611                                    | 0,015                                         |
| 16                                | Quênia                            | 0,601                                    | 0,022                                         |
| 17                                | Guiné Equatorial                  | 0,592                                    | 0,004                                         |
| 18                                | Zâmbia                            | 0,584                                    | 0,007                                         |
| 19                                | Angola                            | 0,581                                    | 0,007                                         |
| 20                                | República do Congo                | 0,574                                    | 0,034                                         |
| 21                                | Zimbabwe                          | 0,571                                    | 0,008                                         |
| 22                                | Camarões                          | 0,563                                    | Estável                                       |
| 23                                | Comores                           | 0,554                                    | 0,016                                         |
| Desenvolvimento humano baixo      |                                   |                                          |                                               |
| 24                                | Mauritânia                        | 0,546                                    | 0,019                                         |
| 25                                | Benim                             | 0,545                                    | 0,025                                         |
| 26                                | Uganda                            | 0,544                                    | 0,016                                         |

| Ranking                      | País                           | IDH                                      | IDH                                           |
| Ranking                      | País                           | Estimativas de 2019 (publicadas em 2020) | Mudança em relação ao ranking do ano anterior |
| Desenvolvimento humano baixo | Desenvolvimento humano baixo   | Desenvolvimento humano baixo             | Desenvolvimento humano baixo                  |
| ---------------------------- | ------------------------------ | ---------------------------------------- | --------------------------------------------- |
| 27                           | Ruanda                         | 0,543                                    | 0,007                                         |
| 28                           | Nigéria                        | 0,539                                    | 0,005                                         |
| 29                           | Costa do Marfim                | 0,538                                    | 0,022                                         |
| 30                           | Tanzânia                       | 0,529                                    | 0,001                                         |
| 31                           | Madagáscar                     | 0,528                                    | 0,007                                         |
| 32                           | Lesoto                         | 0,527                                    | 0,009                                         |
| 33                           | Djibuti                        | 0,524                                    | 0,029                                         |
| 34                           | Togo                           | 0,515                                    | 0,002                                         |
| 35                           | Senegal                        | 0,512                                    | 0,002                                         |
| 36                           | Sudão                          | 0,510                                    | 0,003                                         |
| 37                           | Gâmbia                         | 0,496                                    | 0,030                                         |
| 38                           | Etiópia                        | 0,485                                    | 0,015                                         |
| 39                           | Malawi                         | 0,483                                    | 0,002                                         |
| 40                           | República Democrática do Congo | 0,480                                    | 0,021                                         |
| 40                           | Guiné-Bissau                   | 0,480                                    | 0,019                                         |
| 40                           | Libéria                        | 0,480                                    | 0,015                                         |
| 43                           | Guiné                          | 0,477                                    | 0,011                                         |
| 44                           | Eritreia                       | 0,459                                    | 0,025                                         |
| 45                           | Moçambique                     | 0,456                                    | 0,010                                         |
| 46                           | Burquina Fasso                 | 0,452                                    | 0,018                                         |
| 46                           | Serra Leoa                     | 0,452                                    | 0,014                                         |
| 48                           | Mali                           | 0,434                                    | 0,007                                         |
| 49                           | Burundi                        | 0,433                                    | 0,010                                         |
| 50                           | Sudão do Sul                   | 0,433                                    | 0,020                                         |
| 51                           | Chade                          | 0,398                                    | 0,003                                         |
| 52                           | República Centro-Africana      | 0,397                                    | 0,016                                         |
| 53                           | Níger                          | 0,394                                    | 0,017                                         |